# Synderinden (film fra 1908)
 For alternative betydninger, se Synderinde.
Synderinden er en dansk stumfilm fra 1908 produceret af Nordisk Films Kompagni og instrueret af Viggo Larsen. Filmen har også angivet med titlen En Synderinde og I Kærlighedens Lænker. I engelsksprogede lande blev filmen distribueret under titlen A Sinner eller The Woman Who Sinned.

## Medvirkende
- Petrine Sonne
- Poul Gregaard